# Traunsteinera sphaerica
Traunsteinera sphaerica is een terrestrische orchidee. Het is een zeldzame soort van kalkgraslanden die endemisch is in het middelgebergte van de Kaukasus en Anatolië.
Dit taxon wordt door sommige auteurs als een ondersoort van de knotsorchis (Traunsteinera globosa) beschouwd (Traunsteinera globosa subsp. sphaerica).

## Naamgeving enetymologie
- basioniem: Orchis sphaerica M.-Bieb. (1808)
  - Traunsteinera globosa subsp. sphaerica (M.-Bieb.) Soó (1927)

De soortaanduiding sphaerica is gevormd uit het Oudgriekse leenwoord σφαιρα (sphaira), in het Latijn "sphaera", dat de Latijnse uitgang van een bijvoeglijk naamwoord heeft gekregen, en dan hetzelfde betekent als "globosa", namelijk "bolvormig", wat hier betrekking heeft op de vorm van de bloeiwijze.

## Kenmerken

### Plant
Traunsteinera sphaerica is een slanke, tot 60 cm hoge plant. De geelgroene bloemstengel heeft verspreid over de stengel vier tot zesbladeren. De bloeiwijze is zeer dicht en bestaat uit tientallen kleine bloemen in een aanvankelijk kegelvormige, later kogel- tot bolvormige aar.
Het zijn terrestrische, overblijvende planten (geofyten), die overwinteren met twee eivormige wortelknollen.

### Bladeren
De bladeren zijn aan beide zijden lichtgroen, ongevlekt, smal lancetvormig. De onderste bladeren zijn tot 13 cm lang, naar boven toe nemen ze in lengte af. De schutblaadjes zijn vliezig, groen met paarse randen en even lang als de vruchtbeginsels.

### Bloemen
De talrijke kleine bloempjes zijn lichtgeel tot wit, soms wat groenachtig, en ongevlekt. De bloemdekbladen zijn ovaal van vorm, met een lange spatelvormige spits, en vormen een helm. De lip is drielobbig met een tongvormige middenlob, eveneens ongevlekt. Er is een dunne, gebogen spoor.
De bloeitijd is van juni tot juli.

## Habitat
Traunsteinera sphaerica geeft de voorkeur aan neutrale tot kalkrijke, vochtige of droge bodems op zonnige plaatsen zoals kalkgraslanden, alpenweiden en lichte bossen. In middel- en hooggebergtes komt de soort voor op hoogtes van 1600 tot 2700 m.

## Voorkomen
De soort is zeldzaam en komt plaatselijk voor in de Kaukasus, de bergen ten oosten van de Zwarte Zee en in Anatolië.

## Verwante en gelijkende soorten
Traunsteinera sphaerica lijkt in alle opzichten op de algemenere knotsorchis (Traunsteinera globosa), met uitzondering van de vorm, de kleur en de grootte van de bloemen (die van Traunsteinera sphaerica zijn gemiddeld iets groter).
De verspreidingsgebieden van beide soorten overlappen elkaar in Anatolië. Er zijn geen natuurlijke hybrideen tussen beide soorten bekend.